# Burka
En burka (også burqa eller burqua, Arabisk: برقعة, burqʿah) er en ugennemsigtigt altdækkende klædning båret af muslimske kvinder i Afghanistan, Pakistan og det nordlige Indien nu mest i Afghanistan.
En burka dækker hele kroppen og omfatter et lille netgardin for øjnene. Muslimske kvinder bærer burka pga. en tolkning af hijab, det islamiske påbud om ærbarhed. Fortolkningen af beskeden påklædning for mænd og kvinder varierer efter område og kultur.
Under Taliban-styret i Afghanistan måtte en kvinde ikke vise sig offentligt uden at være iført en burka.
På dansk bruges burka somme tider fejlagtigt om muslimske klædedragter, der dækker ansigtet. Den mest udbredte er nikab, som i stedet for netgardin har en lille sprække til øjnene.